# Arrondissement Riom
Das Arrondissement Riom ist ein Verwaltungsbezirk im Département Puy-de-Dôme in der französischen Region Auvergne-Rhône-Alpes. Hauptort (Unterpräfektur) ist Riom.

## Geschichte
Am 4. März 1790 wurde mit der Gründung des Départements Puy-de-Dôme auch ein District de Riom gegründet, der allerdings kleiner war als das derzeitige Arrondissement. Aus dem Distrikt wurde, ergänzt um den District de Montaigut,  mit der Gründung der Arrondissements am 17. Februar 1800 das Arrondissement Riom.

## Geografie
Das Arrondissement grenzt im Norden an die Arrondissements Montluçon und Vichy im Département Allier, im Osten an das Arrondissement Thiers, im Süden an das Arrondissement Clermont-Ferrand und im Westen an das Arrondissement Aubusson im Département Creuse (Limousin).

## Wahlkreise
Im Arrondissement liegen zehn Wahlkreise (Kantone):
- Kanton Aigueperse
- Kanton Cébazat (mit einer von fünf Gemeinden)
- Kanton Châtel-Guyon (mit sieben von acht Gemeinden)
- Kanton Gerzat (mit zwei von vier Gemeinden)
- Kanton Maringues (mit 13 von 20 Gemeinden)
- Kanton Orcines (mit einer von 23 Gemeinden)
- Kanton Riom
- Kanton Saint-Éloy-les-Mines
- Kanton Saint-Georges-de-Mons
- Kanton Saint-Ours (mit 39 von 40 Gemeinden)

## Gemeinden
Die Gemeinden des Arrondissements Riom sind:
| 1. Aigueperse (63001)                | 2. Les Ancizes-Comps (63004)            | 3. Ars-les-Favets (63011)              | 4. Artonne (63012)                      |
| 5. Aubiat (63013)                    | 6. Ayat-sur-Sioule (63025)              | 7. Bas-et-Lezat (63030)                | 8. Beaumont-lès-Randan (63033)          |
| 9. Beauregard-Vendon (63035)         | 10. Biollet (63041)                     | 11. Blot-l’Église (63043)              | 12. Bourg-Lastic (63048)                |
| 13. Briffons (63053)                 | 14. Bromont-Lamothe (63055)             | 15. Bussières (63060)                  | 16. Bussières-et-Pruns (63061)          |
| 17. Buxières-sous-Montaigut (63062)  | 18. La Celle (63064)                    | 19. La Cellette (63067)                | 20. Chambaron sur Morge (63244)         |
| 21. Champs (63082)                   | 22. Chanat-la-Mouteyre (63083)          | 23. Chapdes-Beaufort (63085)           | 24. Chappes (63089)                     |
| 25. Chaptuzat (63090)                | 26. Charbonnières-les-Varennes (63092)  | 27. Charbonnières-les-Vieilles (63093) | 28. Charensat (63094)                   |
| 29. Châteauneuf-les-Bains (63100)    | 30. Château-sur-Cher (63101)            | 31. Châtel-Guyon (63103)               | 32. Chavaroux (63107)                   |
| 33. Le Cheix-sur-Morge (63108)       | 34. Cisternes-la-Forêt (63110)          | 35. Clerlande (63112)                  | 36. Combrailles (63115)                 |
| 37. Combronde (63116)                | 38. Condat-en-Combraille (63118)        | 39. La Crouzille (63130)               | 40. Davayat (63135)                     |
| 41. Durmignat (63140)                | 42. Effiat (63143)                      | 43. Ennezat (63148)                    | 44. Entraigues (63149)                  |
| 45. Enval (63150)                    | 46. Espinasse (63152)                   | 47. Fernoël (63159)                    | 48. Giat (63165)                        |
| 49. Gimeaux (63167)                  | 50. La Goutelle (63170)                 | 51. Gouttières (63171)                 | 52. Herment (63175)                     |
| 53. Jozerand (63181)                 | 54. Landogne (63186)                    | 55. Lapeyrouse (63187)                 | 56. Lastic (63191)                      |
| 57. Limons (63196)                   | 58. Lisseuil (63197)                    | 59. Loubeyrat (63198)                  | 60. Lussat (63200)                      |
| 61. Luzillat (63201)                 | 62. Malauzat (63203)                    | 63. Malintrat (63204)                  | 64. Manzat (63206)                      |
| 65. Marcillat (63208)                | 66. Maringues (63210)                   | 67. Marsat (63212)                     | 68. Les Martres-d’Artière (63213)       |
| 69. Martres-sur-Morge (63215)        | 70. Menat (63223)                       | 71. Ménétrol (63224)                   | 72. Messeix (63225)                     |
| 73. Miremont (63228)                 | 74. Mons (63232)                        | 75. Montaigut (63233)                  | 76. Montcel (63235)                     |
| 77. Montel-de-Gelat (63237)          | 78. Montfermy (63238)                   | 79. Montpensier (63240)                | 80. Moureuille (63243)                  |
| 81. Mozac (63245)                    | 82. Neuf-Église (63251)                 | 83. Pessat-Villeneuve (63278)          | 84. Pionsat (63281)                     |
| 85. Pontaumur (63283)                | 86. Pontgibaud (63285)                  | 87. Pouzol (63286)                     | 88. Prompsat (63288)                    |
| 89. Prondines (63289)                | 90. Pulvérières (63290)                 | 91. Puy-Saint-Gulmier (63292)          | 92. Le Quartier (63293)                 |
| 93. Queuille (63294)                 | 94. Randan (63295)                      | 95. Riom (63300)                       | 96. Roche-d’Agoux (63304)               |
| 97. Saint-Agoulin (63311)            | 98. Saint-André-le-Coq (63317)          | 99. Saint-Angel (63318)                | 100. Saint-Avit (63320)                 |
| 101. Saint-Beauzire (63322)          | 102. Saint-Bonnet-près-Riom (63327)     | 103. Saint-Clément-de-Régnat (63332)   | 104. Saint-Denis-Combarnazat (63333)    |
| 105. Saint-Éloy-les-Mines (63338)    | 106. Saint-Étienne-des-Champs (63339)   | 107. Saint-Gal-sur-Sioule (63344)      | 108. Saint-Genès-du-Retz (63347)        |
| 109. Saint-Georges-de-Mons (63349)   | 110. Saint-Germain-près-Herment (63351) | 111. Saint-Gervais-d’Auvergne (63354)  | 112. Saint-Hilaire (63360)              |
| 113. Saint-Hilaire-la-Croix (63358)  | 114. Saint-Hilaire-les-Monges (63359)   | 115. Saint-Ignat (63362)               | 116. Saint-Jacques-d’Ambur (63363)      |
| 117. Saint-Julien-la-Geneste (63369) | 118. Saint-Laure (63372)                | 119. Saint-Maigner (63373)             | 120. Saint-Maurice-près-Pionsat (63377) |
| 121. Saint-Myon (63379)              | 122. Saint-Ours (63381)                 | 123. Saint-Pardoux (63382)             | 124. Saint-Pierre-le-Chastel (63385)    |
| 125. Saint-Priest-Bramefant (63387)  | 126. Saint-Priest-des-Champs (63388)    | 127. Saint-Quintin-sur-Sioule (63390)  | 128. Saint-Rémy-de-Blot (63391)         |
| 129. Saint-Sulpice (63399)           | 130. Saint-Sylvestre-Pragoulin (63400)  | 131. Sainte-Christine (63329)          | 132. Sardon (63406)                     |
| 133. Sauret-Besserve (63408)         | 134. Sauvagnat (63410)                  | 135. Savennes (63416)                  | 136. Sayat (63417)                      |
| 137. Servant (63419)                 | 138. Surat (63424)                      | 139. Teilhède (63427)                  | 140. Teilhet (63428)                    |
| 141. Thuret (63432)                  | 142. Tortebesse (63433)                 | 143. Tralaigues (63436)                | 144. Varennes-sur-Morge (63443)         |
| 145. Vensat (63446)                  | 146. Vergheas (63447)                   | 147. Verneugheol (63450)               | 148. Villeneuve-les-Cerfs (63459)       |
| 149. Villosanges (63460)             | 150. Virlet (63462)                     | 151. Vitrac (63464)                    | 152. Voingt (63467)                     |
| 153. Volvic (63470)                  | 154. Youx (63471)                       | 155. Yssac-la-Tourette (63473)         |                                         |

Der namensgebende Hauptort Riom ist mit 18.680 Einwohnern gleichzeitig die größte Gemeinde des Arrondissements, gefolgt von Châtel-Guyon mit 6294 Einwohnern (beide Stand 1. Januar 2022).

## Neuordnung der Arrondissements 2017

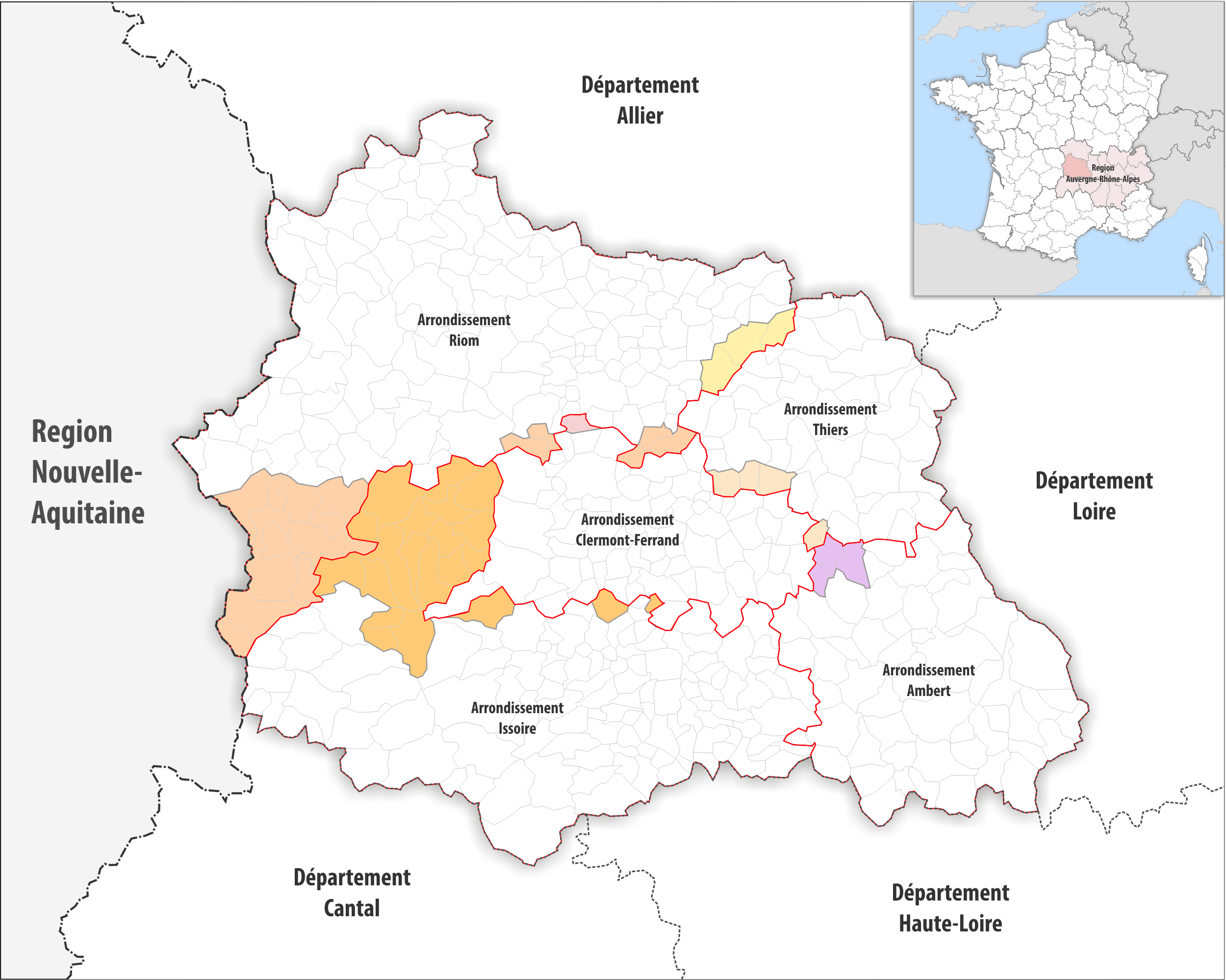
Arrondissementsanpassungen im Jahr 2017

Durch die Neuordnung der Arrondissements im Jahr 2017 wurden die 17 Gemeinden Bourg-Lastic, Briffons, Chanat-la-Mouteyre, Herment, Lastic, Lussat, Malintrat, Les Martres-d’Artière, Messeix, Prondines, Saint-Germain-près-Herment, Saint-Sulpice, Sauvagnat, Savennes, Sayat, Tortebesse und Verneugheol aus dem Arrondissement Clermont-Ferrand sowie die 3 Gemeinden Limons, Luzillat und Maringues aus dem Arrondissement Thiers dem Arrondissement Riom zugewiesen. Die Gemeinde Châteaugay wurde aus dem Arrondissement Riom dem Arrondissement Clermont-Ferrand zugewiesen.

## Ehemalige Gemeinden seit 2015
- Bis 2015: Cellule, La Moutade